# Tropidophorus thai
Tropidophorus thai är en ödleart som beskrevs av  Smith 1919. Tropidophorus thai ingår i släktet Tropidophorus och familjen skinkar. Inga underarter finns listade i Catalogue of Life.